# Vlag van Bunschoten

Vlag van de gemeente Bunschoten

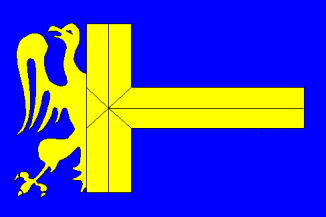
Vlag van de gemeente Bunschoten
(1970-1987)

De vlag van Bunschoten werd in 1987 door de gemeenteraad van Bunschoten aangenomen als gemeentelijke vlag. De vlag verving een eerder ontwerp dat op 27 februari 1970 was aangenomen en dat veel op de huidige vlag leek. De vlag kan als volgt worden beschreven:
Blauw, met op 1/3 van de lengte der vlag van geel een verkort kruis met op de arm aan de broekzijde een halve adelaar met opgetrokken poot, terwijl de arm van het kruis in de vlucht de lengte van de vlag volgt.
Op een blauwe ondergrond staat in geel een geliaseerd Scandinavisch kruis waarvan het horizontale deel iets naar boven is geplaatst, met daar overheen aan de hijszijde een halve gele adelaar. Het ontwerp en de kleuren zijn ontleend aan het wapen van Bunschoten. Het ontwerp was van de Stichting voor Banistiek en Heraldiek.

## Verwant symbool

Wapen van Bunschoten